# Saint-Arnoult (Loir-et-Cher)
Saint-Arnoult település Franciaországban, Loir-et-Cher megyében. Lakosainak száma 310 fő (2022. január 1.). Saint-Arnoult Monthodon, Lavardin, Prunay-Cassereau és Saint-Martin-des-Bois községekkel határos.

## Népesség
A település népessége az elmúlt években az alábbi módon változott:
| Lakosok száma | 401  | 330  | 303  | 323  | 319  | 318  | 321  | 322  | 320  | 310  |
|               | 1968 | 1982 | 1990 | 2006 | 2013 | 2015 | 2017 | 2019 | 2020 | 2022 |